# Ron Zwerver
Ronald Ferdinand „Ron” Zwerver (ur. 6 czerwca 1967 w Amsterdamie) – holenderski siatkarz, reprezentant kraju, atakujący. Dwukrotny medalista olimpijski.
Mistrz olimpijski z Atlanty w 1996 oraz wicemistrz olimpijski z Barcelony w 1992.
Obecnie trener siatkarski.
Mierzący 200 cm wzrostu zawodnik w 1992 w Barcelonie wspólnie z kolegami zajął drugie miejsce. Cztery lata później znalazł się wśród mistrzów olimpijskich. Brał także udział w IO 88. Na początku lat 90. był wybierany najlepszym atakującym Ligi Światowej. Odniósł szereg sukcesów z włoskim Sisley Treviso, był m.in. mistrzem Italii (1994, 1996, 1998), w 1995 zwyciężył w Pucharze Europy. Następnie został zawodnikiem Knack Roeselare w sezonie 1998/1999.